# Lac Maligne
Le lac Maligne (en anglais : Maligne Lake, məˈliːn) est un lac situé dans le parc national de Jasper (province de l'Alberta) à l'ouest du Canada. 
Il est célèbre pour la couleur de ses eaux, les montagnes qui l'entourent, les trois glaciers visibles depuis le lac et Spirit Island (en), l'un des endroits les plus photographiés du monde[réf. nécessaire]. Le lac est situé à 44 km au sud de la ville de Jasper à laquelle il est relié par des navettes. Des excursions en bateau sont proposées aux touristes autour de Spirit Island au printemps et à l'automne. Le Skyline Trail (en), le sentier de randonnée de 44 km, le plus populaire du parc national de Jasper, débute au lac Maligne pour s'achever à proximité de la ville de Jasper. D'autres chemins de randonnée populaires incluent les Opal Hills et les Bald Hills. L'hiver, le ski de fond est pratiqué à proximité immédiate du lac.
Le lac Maligne mesure environ 22,5 km de long et sa profondeur maximale atteint les 97 m à l'extrémité méridionale du lac. Sa profondeur moyenne est de 35 m. Le lac est situé à une altitude de 1 670 m. Les pics Leah et Samson sont facilement visibles depuis le Maligne Lake Day Lodge ainsi que le mont Paul à l'est, les monts Charlton, Unwin, Mary Vaux et le pic Llysfran au sud et à l'ouest. Les glaciers Charlton, Unwin et Maligne sont également visibles depuis le lac, dans lequel cohabitent des populations de truites arc-en-ciel et d'ombles de fontaine, introduites par l'homme. Le lac Maligne est également un lieu prisé pour la pratique de la pêche sportive, du kayak et du canoë. Parcs Canada entretient deux sites dédiés au camping, accessibles uniquement par canoë, à Fisherman's Bay et Coronet Creek.
Le lac Maligne est alimenté par la rivière Maligne sur sa côte sud, près de Mount Unwin, et se déverse dans cette même rivière au nord. Le lac Maligne, tout comme la rivière Maligne, Maligne Mountain et le passage Maligne (ceb), tirent leurs noms du français malin (« mauvais, diabolique »). Le terme est utilisé par le Père Pierre-Jean De Smet (1801–1873) pour décrire la rivière tourbillonnante qui se déverse dans le lac (au printemps), et a été étendu au lac, au canyon, au passage à une montagne et à une chaîne de montagnes (en). Il est également possible que des trappeurs français aient utilisé ce mot pour décrire le terme en raison du courant qui l'anime au niveau de sa confluence avec la rivière Athabasca.

## Histoire

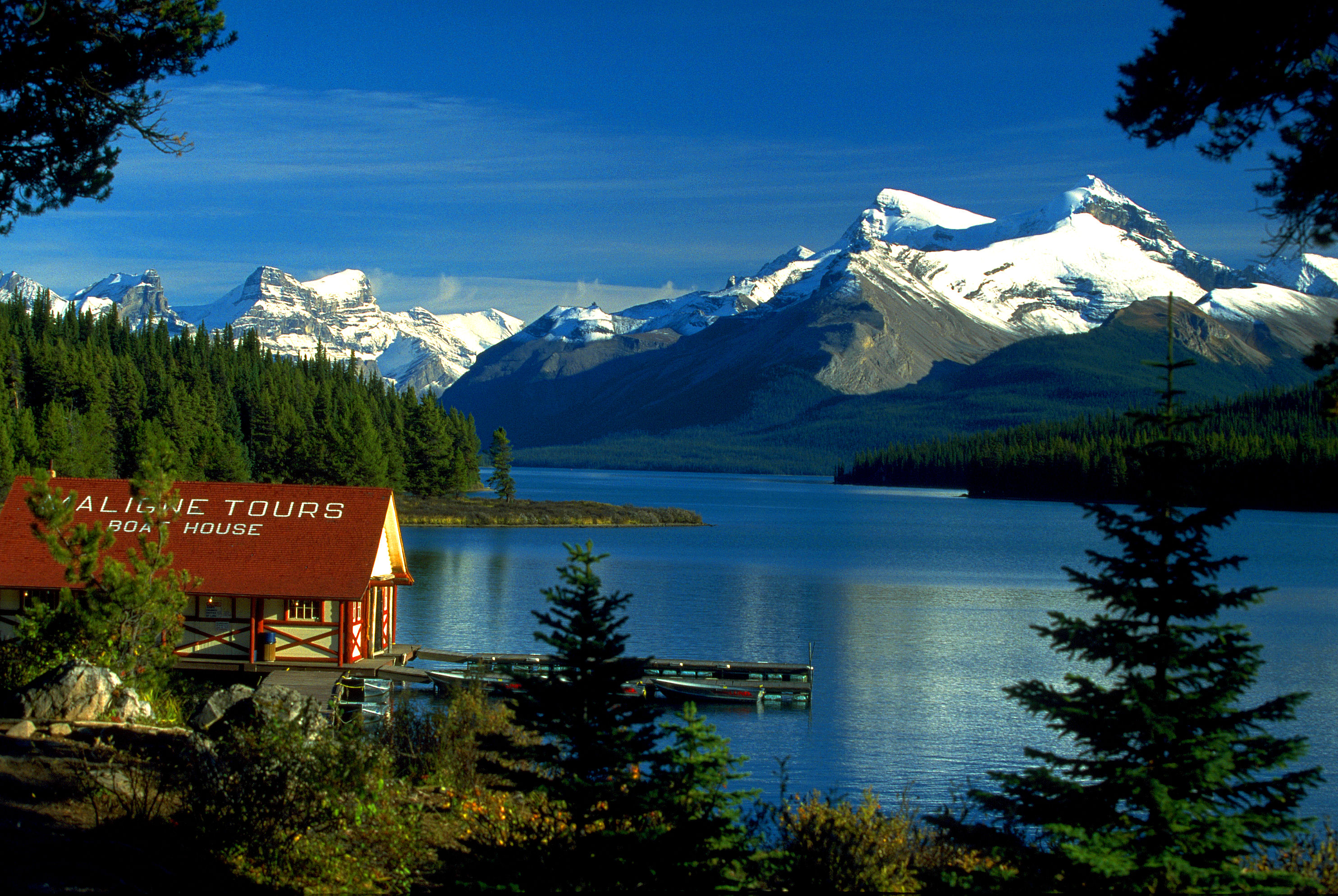
Le lac Maligne dans le parc national de Jasper.

Le lac était bien connu des membres des Premières nations, parmi lesquels Samson Beaver, qui connaissaient le lac sous le nom de Chaba Imne (littéralement « lac Castor »). Beaver dresse la première carte du lac et de la route qui l'y conduit pour le compte de Mary Schäffer Warren en 1907. Schaffer était une géomètre qui explora une grande partie des Rocheuses canadiennes. Le premier Européen à apercevoir le lac est Henry McLeod, chargé d'ouvrir des voies pour le Canadien Pacifique en 1875. Lorsqu'il l'aperçoit, il se trouve dans les montagnes environnantes et ne descend pas jusqu'au lac, il ne repère pas non plus le chemin menant au lac. Le 8 juin 1908, à l'aide de la carte de Samson Beaver, Schaffer, sa compagne de voyage Mary Adams et les guides Billy Warren et Sid Unwin, partent de Lake Louise en direction d'un lac connu des Stoneys sous le nom de Chaba Imne. Lorsqu'ils atteignent le lac, ils en explorent les berges au moyen d'un radeau, surnommé le HMS Chaba. Schaffer retourne explorer le lac en 1911. Elle baptisera également de nombreuses montagnes et pics environnants. L'ouvrage que consacre Mary Schaeffer à la région attirera de nombreux touristes, et en particulier des États-Unis.
Les rives du lac Maligne abritent deux bâtiments historiques de l'Alberta, le Maligne Lake Chalet, sa maison d'amis, sa buanderie et sa remise, construits en 1927 par le colonel Fred Brewster, qui font partie du Rocky Mountain Camps. Pendant un temps, le Maligne Lake Chalet était le plus important et le plus luxueux lieu d'hébergement du parc national de Jasper. Le deuxième bâtiment historique est le Boathouse, construit par Donald 'Curly' Philips en 1928 pour développer ses activités commerciales liées à la nature et à la pêche. La même année, il achève la construction du premier navire destiné à faire découvrir le lac aux touristes, surnommé Leah (en hommage à Leah Samson, la femme de Samson Beaver). Philips réside dans son hangar à bateaux jusqu'à sa mort prématurée dans une avalanche (en 1936, à l'âge de 52 ans). Ces bâtiments historiques sont entretenus par Maligne Lake Tours, une entreprise dont la création remonte à l'époque de Brewster et Philips.
Curly Philips est également considéré comme l'auteur de l'introduction de la truite arc-en-ciel dans le lac Maligne, transportée jusqu'au lac dans des tonneaux. La plus grande truite arc-en-ciel pêchée en Alberta l'a été dans le lac Maligne (9,3 kg). La truite a été naturalisée et elle est actuellement en possession de Currie's Guiding and Tackle, Jasper, Alberta, Canada. Le parc national de Jasper a, par la suite, décidé de l'introduction de l'omble de fontaine dans le lac. Le troisième plus grand omble de fontaine à avoir été pêché dans le monde l'a été dans le lac Maligne par David Robson, originaire de Hinton.

## Faune
La faune présente autour de ce lac oligotrophe est très diversifiée. Des grizzlys, des ours noirs, des cerfs, des caribous, des loups, des [set des mouflons font partie des grands mammifères qui fréquentent la région du lac en été.

## Géologie
Le lac Maligne est le plus grand lac du parc national de Jasper. La vallée dans laquelle il s'est formé a été creusée par des glaciers de vallée, et le lac a été endigué à son extrémité nord par une moraine terminale déposée par le dernier glacier, qui a coulé en bas de la vallée en direction de la rivière Athabasca. Les dépôts glaciaires qui forment la moraine terminale sont d'excellents exemples de dépôts glaciaires.

Lac Maligne
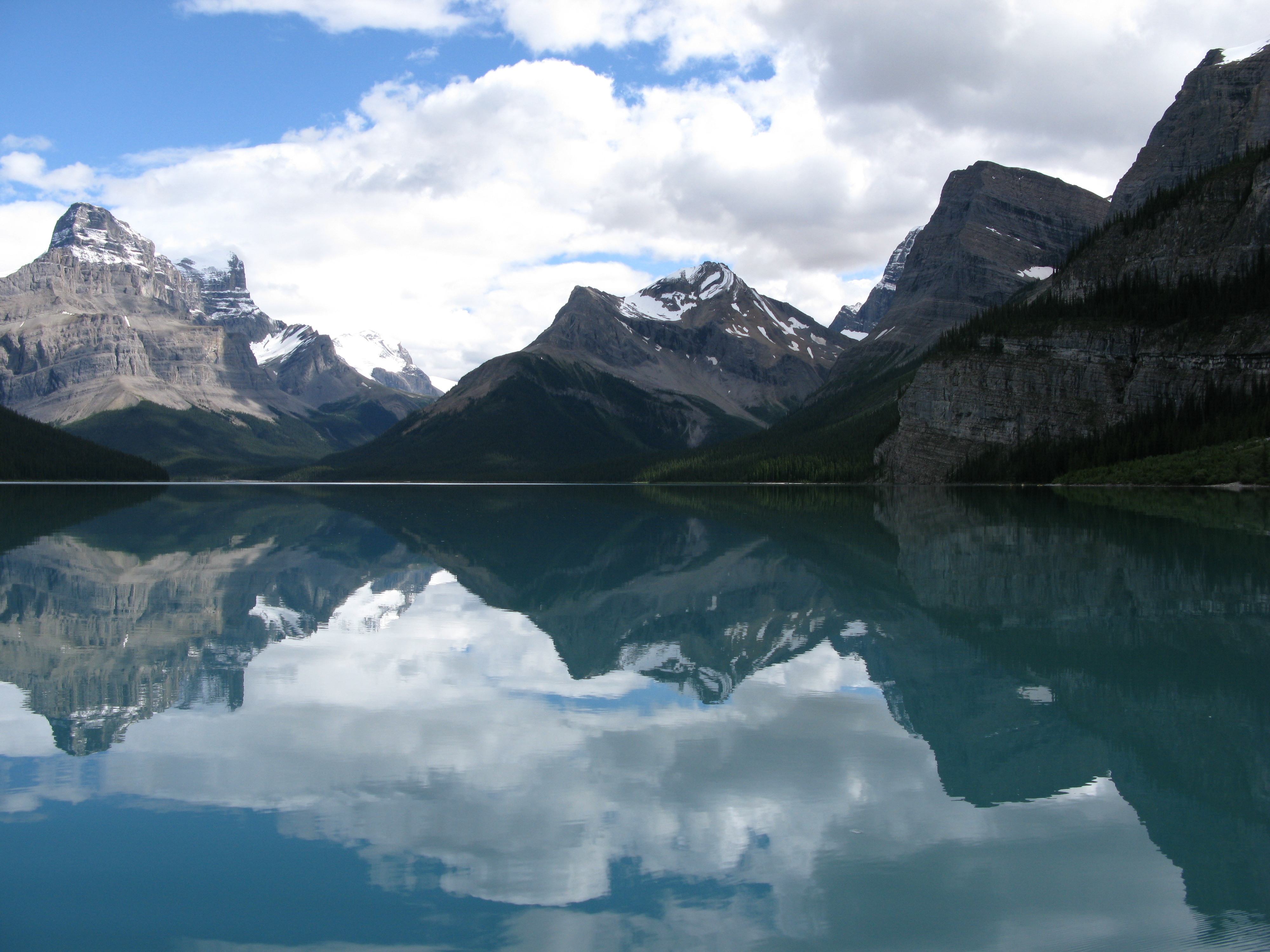
Vue du lac Maligne.
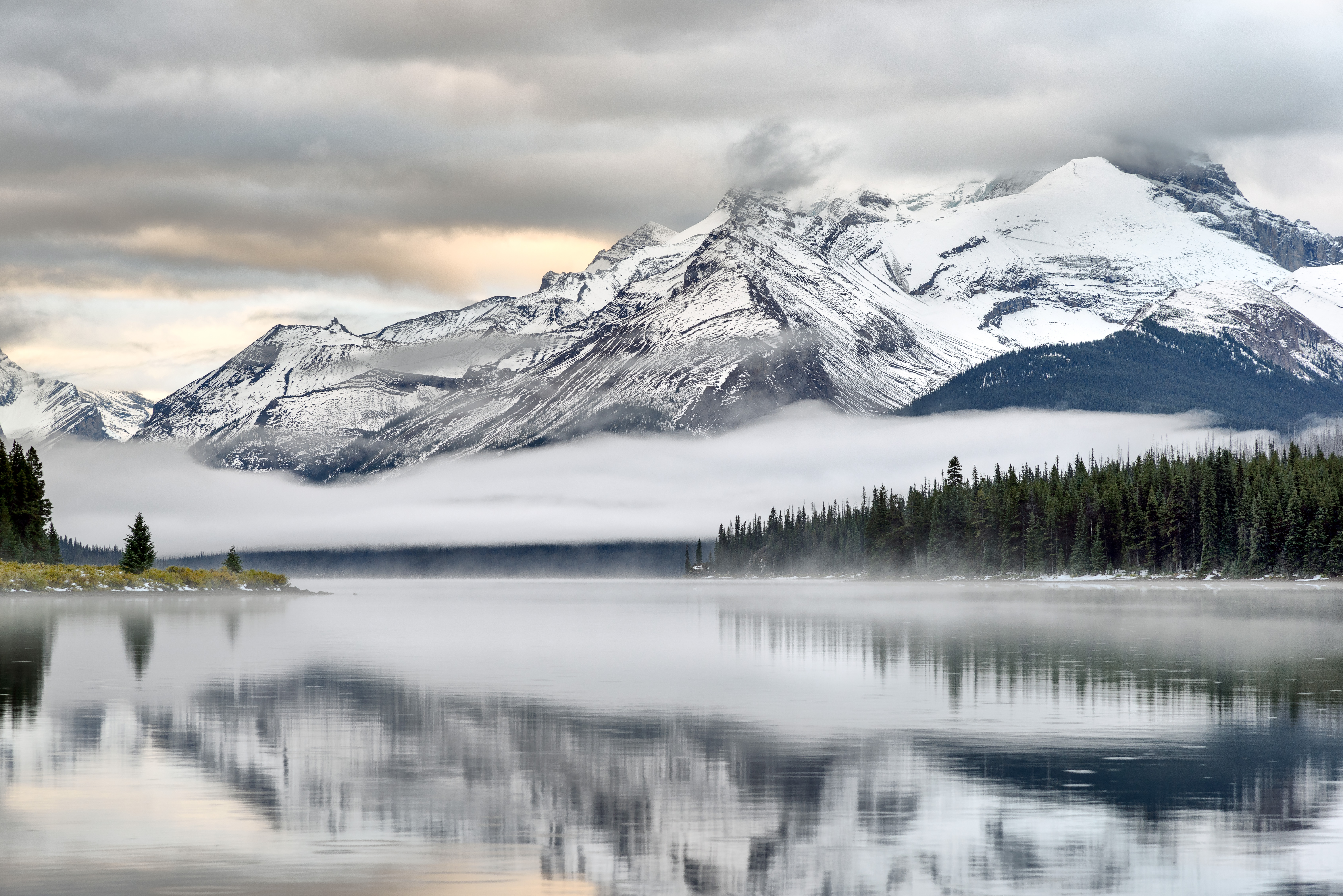
Autre vue du lac Maligne.
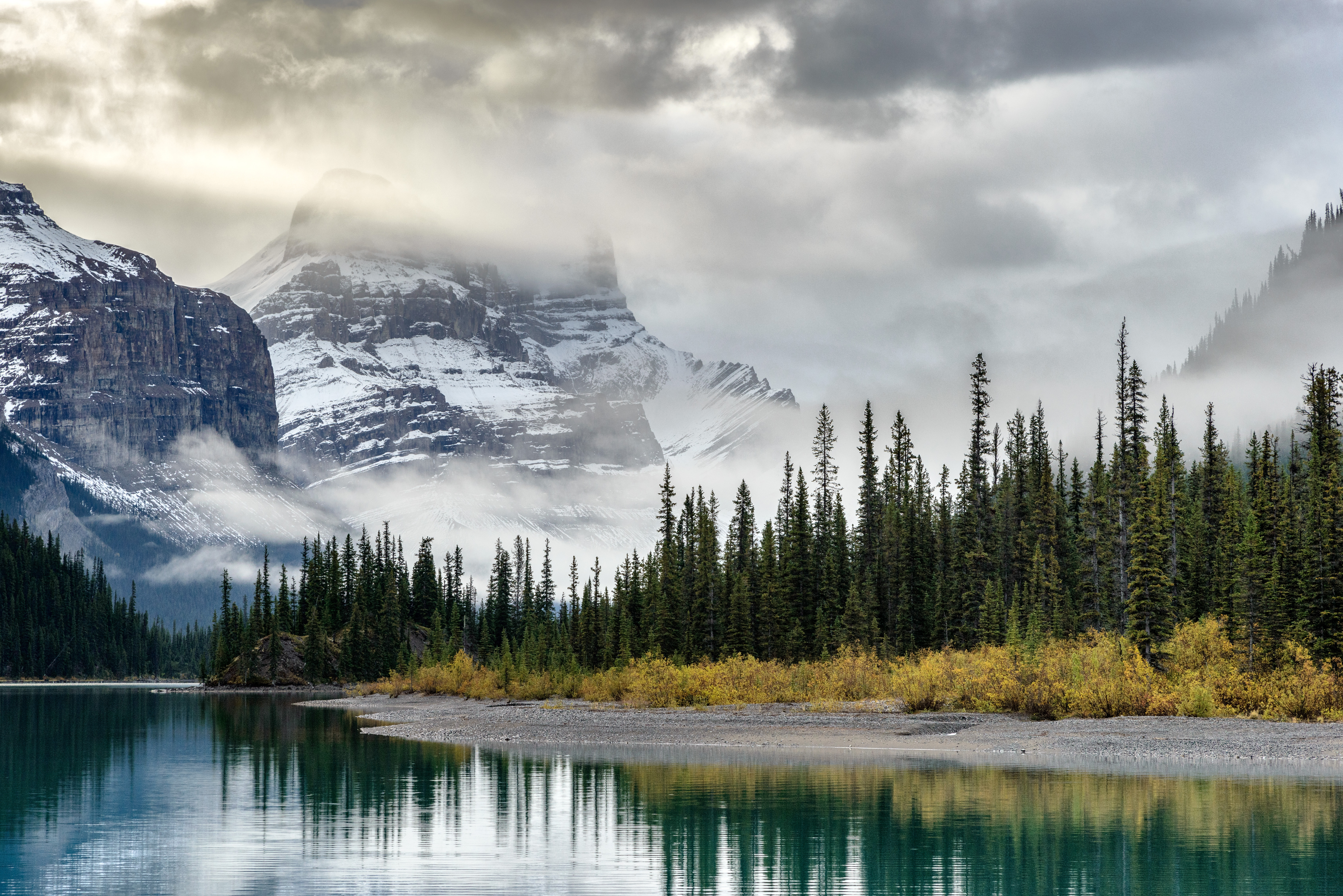
Autre vue du lac Maligne.
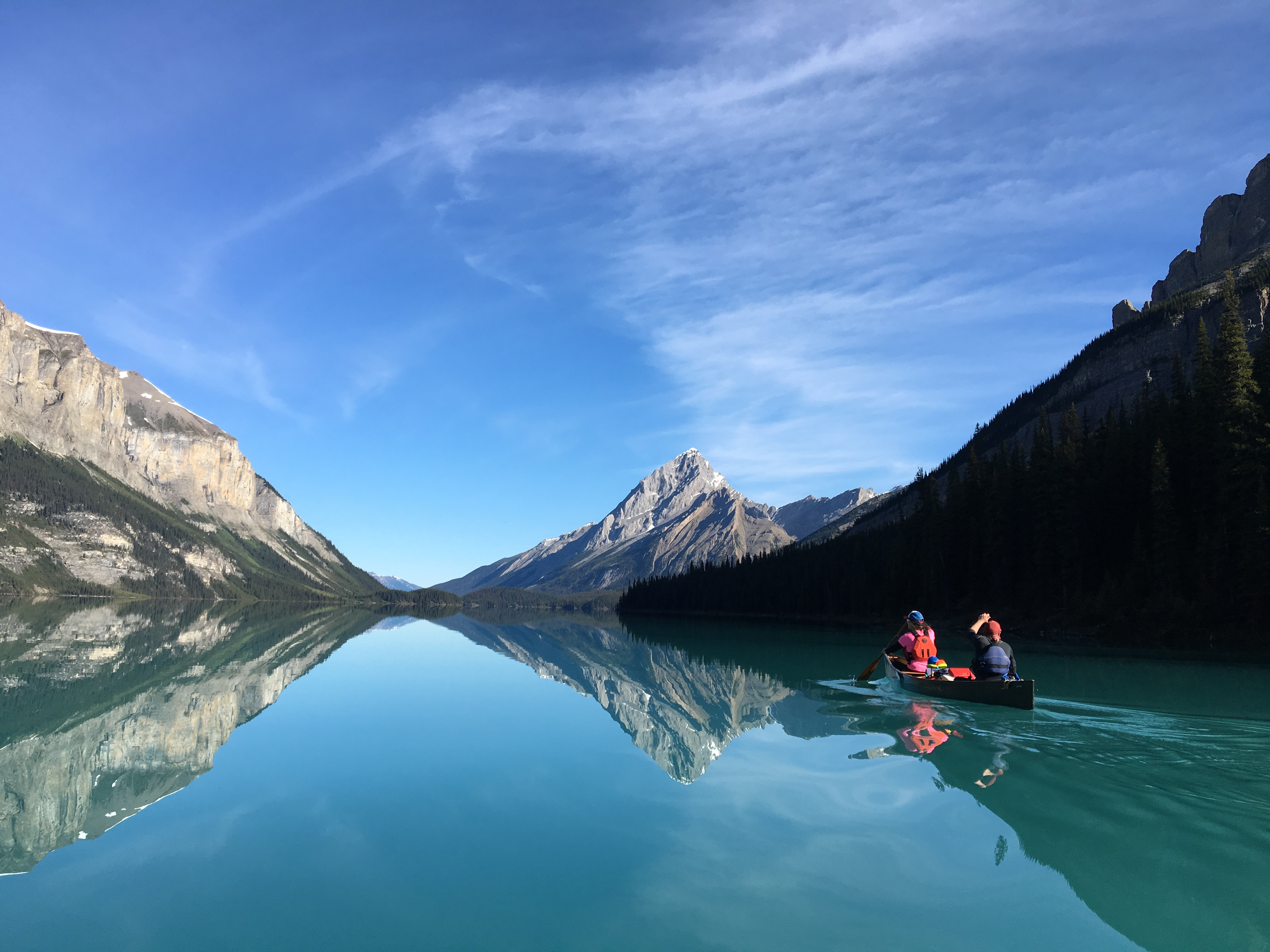
Voyage en canoë dans l'arrière-pays sur le lac Maligne.
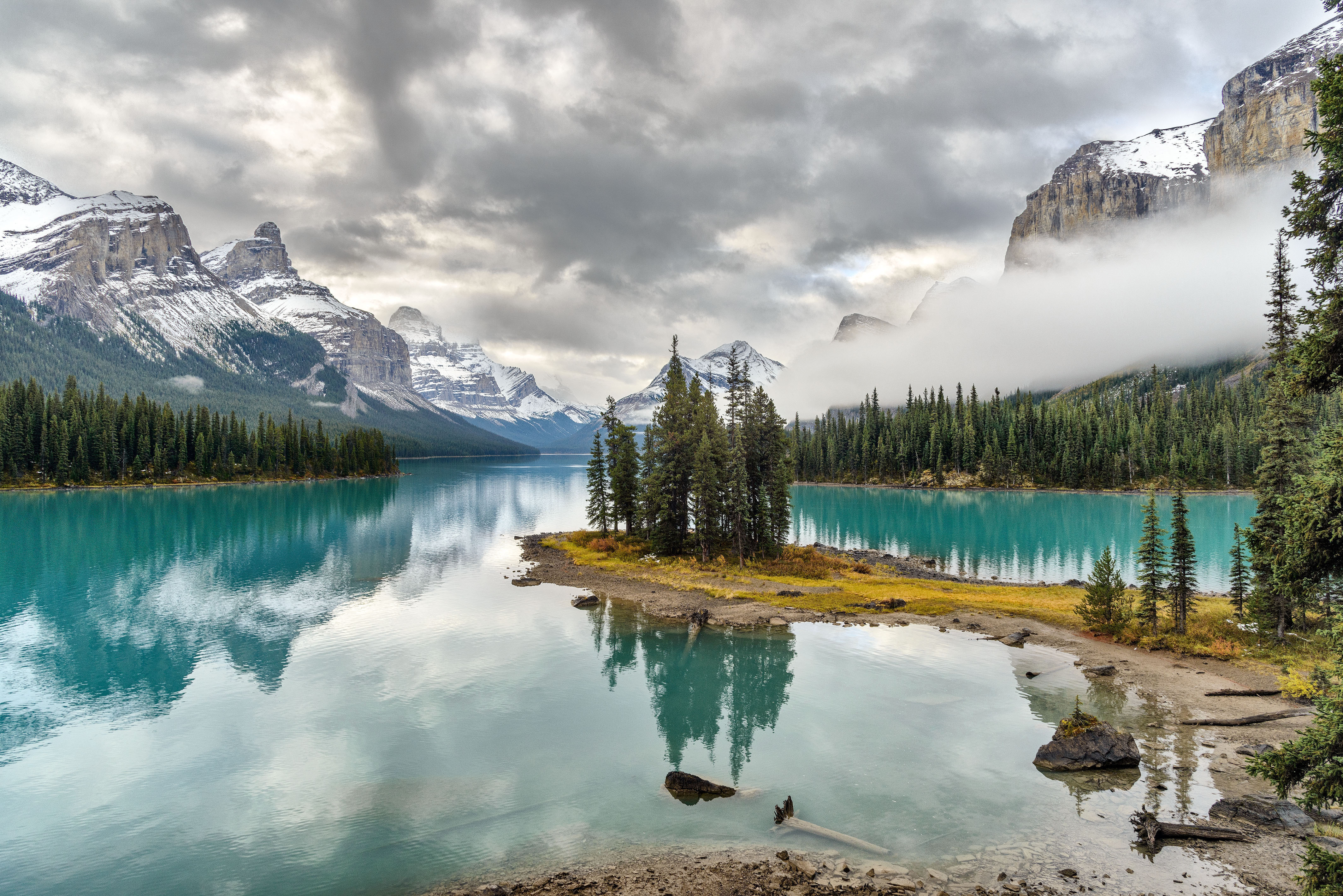
Spirit Island (en) au matin sur le lac Maligne.
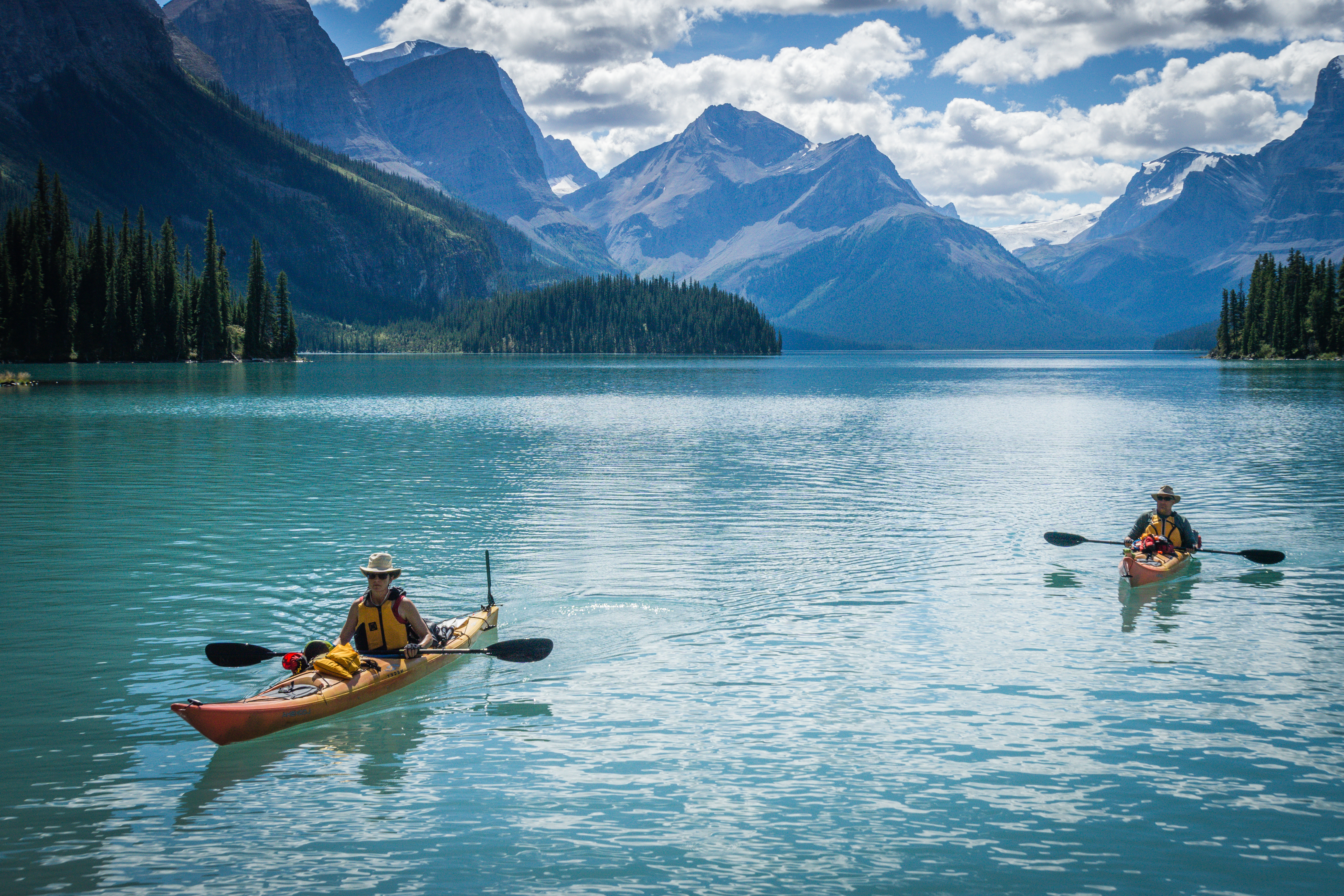
Deux canoétistes sur le lac Maligne.

Le plus haut sommet de la région est le mont Brazeau (3 470 m, il se trouve au sud-est du lac Maligne au pied du champ de glace Brazeau. Il est à peine visible derrière le massif imposant de Monkhead (3 211 m). De manière générale, les plus hauts sommets sont situés à l'extrémité sud du lac et sont composées de couches du Cambrien, de l'Ordovicien et du Devonien qui se sont déposées il y a entre 350 et 600 millions d'années.

### Sources et bibliographie
- (en) Brendan Sainsbury et Michael Grosberg (trad. Parcs nationaux de Banff, Jasper et des Glaciers), Banff, Jasper and Glacier National Parks, Lonely Planet, 2016, 288 p., 4 éd. (ISBN 978-1742206189)
- (en) Janice Sanford Beck, No Ordinary Woman, Rocky Mountain Books, 2001
- (en) E.J. Hart, A Hunter of Peace, Banff, Whyte Museum, 1980Réimpression de Old Indian Trails, including Schaffer's previously unpublished account of the 1911 expedition to Maligne Lake.
- (en) M.A. Roed, Geology of the Maligne Valley, Jasper National Park Area, Alberta Geological Survey, Open File Report 1964-01, 1964 (lire en ligne)
- (en) Cyndi Smith, Off the Beaten Track, Lake Louise, Coyote Books, 1989
- (en) William C. Taylor (trad. Traces sur mon sentier : Donald « Curly » Phillips, guide et organisateur de randonnées), Tracks Across My Trail: Donald "Curly" Phillips, Guide and Outfitter, Parc national de Jasper, Jasper-Yellowhead Historical Society, 1984 (ISBN 978-0889255135)